# أرض محتلة
الأراضي المحتلة هي الأراضي الخاضعة للاحتلال العسكري أو غيره. الاحتلال مصطلح فني في القانون الدولي. في نهاية الحرب، وعادة ما يسيطر الجانب المنتصر على الأراضي التي كانت تمتلكها سابقا دولة أخرى. وتعرف هذا المناطق بالأراضي المحتلة.
ومن الأمثلة على الأراضي المحتلة فلسطين وكذلك ألمانيا واليابان التي احتلتها دول الحلفاء في أعقاب الحرب العالمية الثانية؛ وكمبوديا التي احتلتها فيتنام من 1979 حتى 1989؛ والعراق الذي احتلته الولايات المتحدة وحلفائها بعد غزو عام 2003.